# Schlacht um Erbil
Die Schlacht um Erbil war eine Schlacht zwischen dem großen jesidischen Stamm Dasini unter Hussein Beg Dasini und kurdischen Stämmen aus Soran unter dem Befehl von Emir Sayf ad-Din. Die Schlacht fand nach 1534 statt, das genaue Jahr ist nicht bekannt. Die einzige schriftliche Quelle über die Schlacht ist die Scherefname von Şerefhan aus dem Jahr 1597.

## Hintergrund
Im Jahr 1534 ließ Süleyman I. den kurdischen Fürsten von Soran Izz ad-Din Scher hinrichten und überreichte das Vilâyet Soran mit dem Sandschak Erbil dem jesidischen Fürsten Hussein Beg Dasini. Die Ernennung des jesidischen Fürsten zum Herrscher von Soran stieß auf großen Widerstand. Ein Neffe Schers griff mehrmals Hussein Beg Dasini an, wurde jedoch jedes Mal geschlagen. Emir Say ad-Din flüchtete zum kurdischen Fürsten von Ardalan. Die erhoffte Unterstützung blieb jedoch aus, weshalb Emir Sayf ad-Din nach Soran zurückkehrte. Zu der Zeit war Hussein Beg Dasini nicht anwesend.
Emir Say ad-Din konnte den Großteil der dortigen kurdischen Stämme an seine Seite ziehen und griff mit einer großen Anzahl an Kämpfern Erbil an.

## Verlauf
Als Hussein Beg Dasini von diesem Angriff benachrichtigt wurde, machte er sich mit seinen Kämpfern auf dem Weg nach Erbil. Emir Sayf ad-Din mobilisierte bereits eine große Anzahl an Kämpfern und es kam zu einer erbitterten Schlacht zwischen beiden Lagern. Anders als zuvor, konnte Emir Sayf ad-Din diesmal die Oberhand gewinnen und Hussein Beg Dasini zurückschlagen. 500 jesidische Kämpfer wurden während der Kämpfe getötet.

## Nach der Schlacht
Als Süleyman I. von dieser Niederlage erfuhr, ließ er Hussein Beg Dasini nach Konstantinopel (heute Istanbul) beordern, wo er zum Tode verurteilt und hingerichtet wurde. Emir Sayf ad-Din konnte seine Macht in Soran festigen und erklärte sich vom osmanischen Sultan als unabhängig.
Nach dem Tod von Hussein Beg Dasini und dem Verlust ihrer Herrschaft verschlechterte sich die Situation der Jesiden erheblich. Zumal entwickelte sich zwischen den Jesiden und den kurdischen Stämmen bzw. Muslimen aus Soran eine große Feindschaft und es kam vermehrt zu kriegerischen Auseinandersetzungen. Die Jesiden konnten in den Kämpfen zwar die Oberhand behalten, waren aber spätestens nach der berüchtigten Fetva von Mehmed Ebussuud Efendi im Jahr 1545, der die Tötung und Versklavung der Jesiden unter anderem religiös legitimierte, einer großen Welle an Verfolgung ausgesetzt.